# Ridge Racer (jeu vidéo, 2004)
Ridge Racer est un jeu vidéo de course développé et édité par Namco, sorti en 2004 sur PlayStation Portable.

## Accueil
- Jeuxvideo.com : 15/20[1]